# Rasinja (jezero)
Rasinja je umjetno jezero u Koprivničko-križevačkoj županiji. Nalazi se u blizini naselja i općinskog središća Rasinja, po kojem je dobilo ime. Površina iznosi 35 hektara, prosječna dubina jezera je 1 – 6 m. Nastalo u 1984. godini za potrebe rasinjskog ribnjačarstva. Jezero je zbog velikog broja riba poznato za športski ribolov, živi u njemu šarani, smuđi, tolstolobici i somovi.